# Ridderorden in Niger
De Republiek Niger heeft na de onafhankelijkheid van Frankrijk in 1960 enige ridderorden naar Frans voorbeeld ingesteld.
- De Nationale Orde (Ordre National) 1961
- De Orde van Verdienste  (Ordere du Mérite") 1963
- De Orde van de Academische Palmen (Ordre des Palmes Academiques") 1969
- De Orde van Verdienste voor de Landbouw ("Ordre du Mérite Agricole") 1963